# Laurium (Michigan)
Laurium is een plaats (village) in de Amerikaanse staat Michigan, en valt bestuurlijk gezien onder Houghton County.

## Demografie
Bij de volkstelling in 2000 werd het aantal inwoners vastgesteld op 2126.
In 2006 is het aantal inwoners door het United States Census Bureau geschat op 2014, een daling van 112 (-5,3%).

## Geografie
Volgens het United States Census Bureau beslaat de plaats een oppervlakte van
1,7 km², geheel bestaande uit land. Laurium ligt op ongeveer 385 m boven zeeniveau.

## Plaatsen in de nabije omgeving
De onderstaande figuur toont nabijgelegen plaatsen in een straal van 8 km rond Laurium.